# Бомбардировка на Гранолерс
Бомбардировката на Гранолерс е въздушна атака по време на Гражданската война в Испания през 1938 г. На 31 май 1938 г. италианската Легионерска авиация бомбардира град Гранолерс. Загиват между 100 и 224 цивилни.

## Предистория
На 16 април 1938 г. е подписан англо-италианският пакт. Кралство Италия приема да изтегли войските си от Испания, след като войната приключи и страните се съгласяват да гарантират статуквото в Средиземно море. Въпреки това Италия изпраща 3 000 войници в Испания на 11 април и италианците продължават бомбардировките си срещу републиканска Испания. Франсиско Франко иска да елиминира републиканската морска търговия и да унищожи републиканския морал. За да постигне това, той упълномощава Легионерската авиация и легион „Кондор“ да предприемат безразборни бомбардировки на републиканските градове. Валенсия, Барселона, Аликанте и други испански градове са бомбардирани.

## Бомбардировката
На 31 май пет италиански бомбардировача нападат град Гранолерс. Градът, на 20 километра северно от Барселона, няма военни цели. Нападателите хвърлят 40 бомби от 100 килограма в центъра на града. Загиват между 100 и 224 цивилни (повечето от тях жени и деца). Британското правителство изпраща двама офицери да извършат разследване и те съобщават, че бомбардировката трябва да е била насочена към невоенни цели.

## Последица
Британското правителство и Ватикана протестират пред Бургос, Берлин и Рим.